# موشيه شاريت
موشيه شاريت (بالعبرية משה שרת؛ 16 أكتوبر 1894 – 7 يوليو 1965) ثاني رئيس وزراء لإسرائيل وخدم من الفترة 1953 إلى 1955 وكانت تلك الفترة تفصل بين فترتي رئاسة ديفيد بن غوريون لرئاسة الوزراء.
وُلد شاريت في أوكرانيا وهاجر إلى فلسطين في سنة 1909 وتعدّ عائلة شاريت من المؤسسين لمدينة «تل أبيب» الإسرائيلية. كان يتكلّم العربية بطلاقة وعمل على التفاوض بين الصهاينة وحكومة الانتداب البريطاني وتمخّضت تلك المفاوضات عن ولادة دولة إسرائيل في عام 1948.
ولخبرة شاريت في المفاوضات السياسية، فقد عُيّن وزيرًا للخارجية لحكومة إسرائيل الوليدة. ولعل العمل المحوري الذي قام به شاريت وزيرًا للخارجية كان الهدنة العربية الإسرائيلية التي عقبت حرب 1948 وتم استنتاج تلك الهدنة في عام 1949.
تقلّد شاريت منصب رئيس الوزراء بعد تنحي بن غوريون عن رئاسة الوزراء ويعتبر شاريت من السياسيين المعتدلين، بل وشجّع العمل السياسي مع البلدان العربية المجاورة إلا أن بن غوريون خطف الأضواء من شاريت بعودته لرئاسة الوزراء الإسرائيلية في فترة بن غوريون الثانية. وخدم شاريت للمرّة الثانية وزيرًا للخارجية في عام 1956 ومن بعدها ترأّس الوكالة اليهودية حتى عام 1960.

## معرض صور

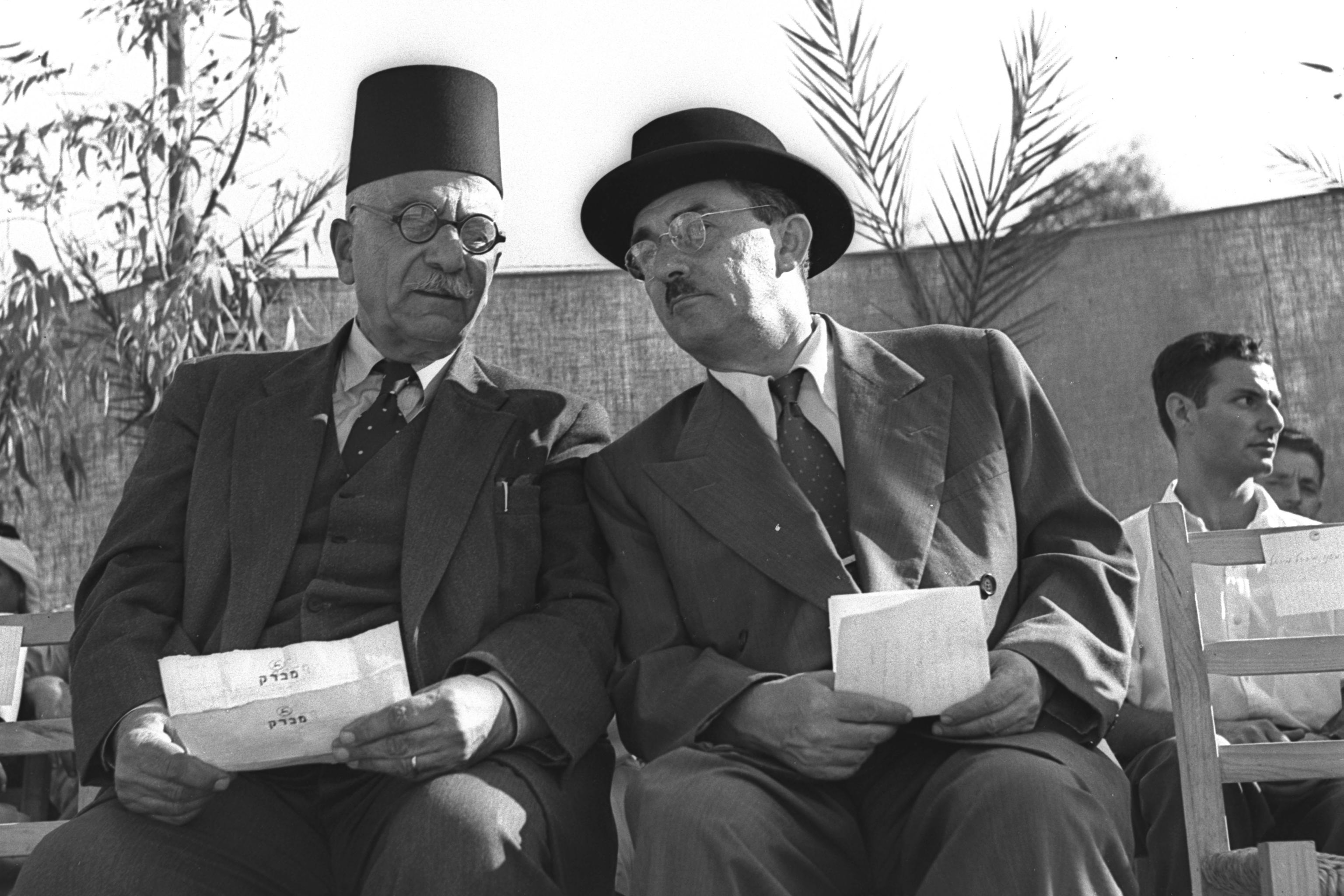
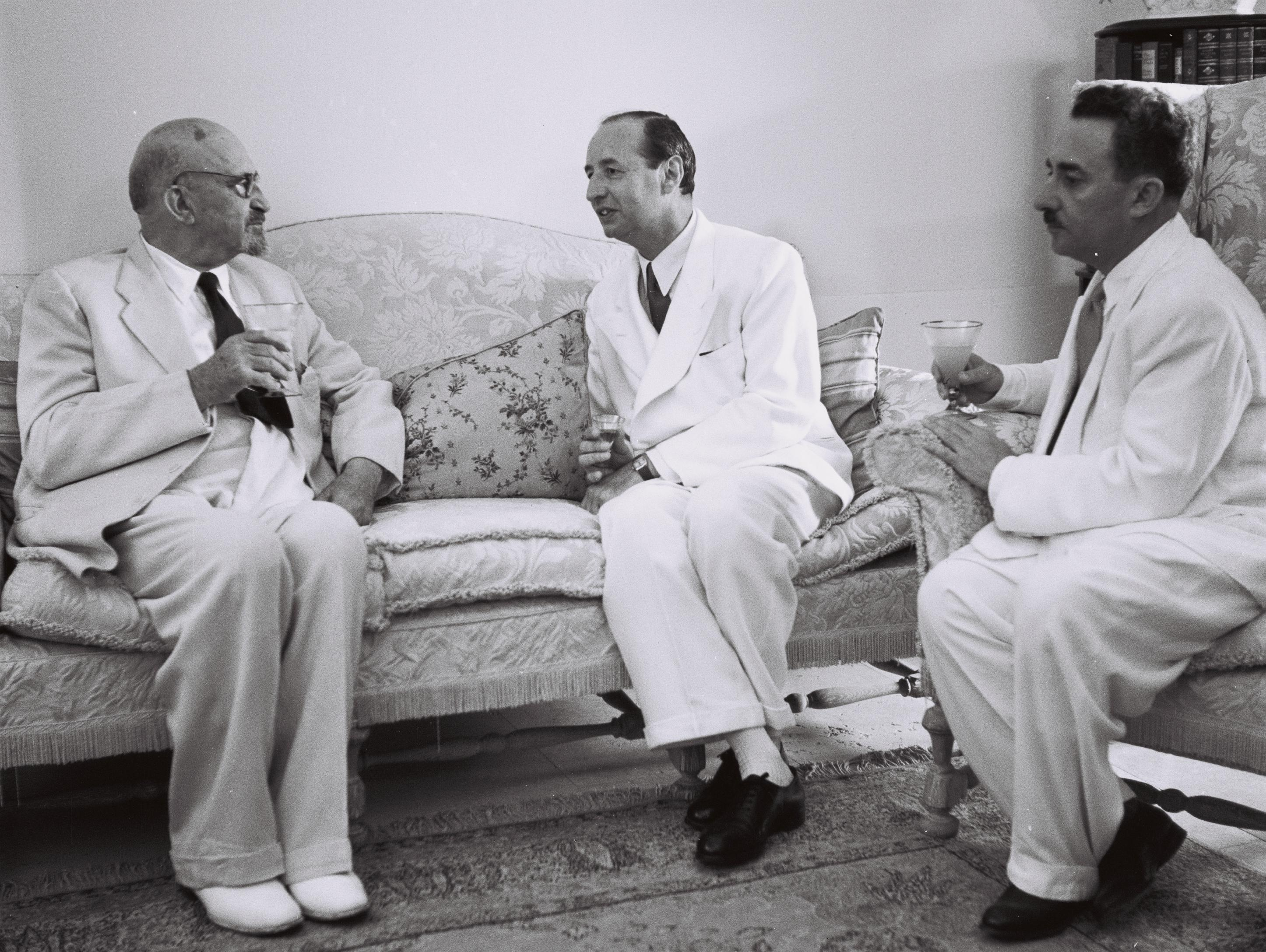
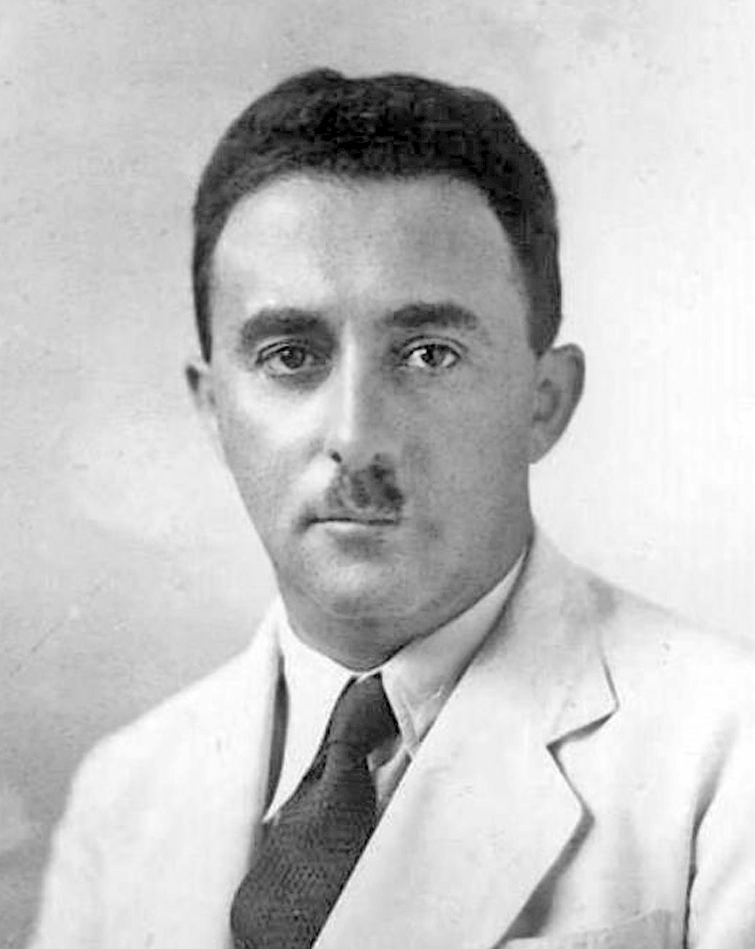

## وصلات خارجية
- موشيه شاريت على موقع الموسوعة البريطانية (الإنجليزية)
- موشيه شاريت على موقع مونزينجر (الألمانية)
- موشيه شاريت على موقع إن إن دي بي (الإنجليزية)

| سبقه دافيد بن غوريون | رؤساء وزراء إسرائيل | تبعه ليفي أشكول |